# Ievfimy Poutiatine
Pour les articles homonymes, voir Poutiatine.
Ievfimy Vassilievitch Poutiatine (en russe : Евфимий Васильевич Путятин), né le 8 novembre 1803 à Saint-Pétersbourg et mort le 16 octobre 1883 à Paris, est un militaire et un homme politique russe. Il fut vitse-admiral, diplomate et ministre de l'Instruction publique du 28 juin 1861 au 25 décembre 1861. Il succéda au libéral Evgraf Kovalevski. Il effectua différentes missions diplomatiques au Japon et en Chine, ses efforts aboutirent à la signature du traité de Shimoda.

## Biographie
Placé sous le commandement de Mikhaïl Lazarev, Ievfimy Vassilievitch Poutiatine effectua un tour du monde. Il prit part à la guerre du Caucase (1838-1839). En 1842, Ievfimy Vassilievitch Poutiatine dirigea une mission diplomatique en Iran. Au cours de ces négociations, il obtint l'ouverture de relations diplomatiques, commerciales et des communications grâce à des steamers reliant les deux pays. Il est diplômé de l'École navale en 1842 et promu lieutenant-général en 1852.
De 1852 à 1855, représentant la Russie, Ievfimy Poutiatine dirigea une mission diplomatique pour le Japon afin d'aider l'Empire nippon à ouvrir des relations commerciales. Pour se rendre dans la pays, il voyagea à bord de la frégate Pallada placée sous le commandement de l'amiral Ivan Ounkovski (1822-1886) via l'Angleterre, Madère, les îles du Cap-Vert, le cap de Bonne-Espérance, en Afrique du Sud où il accosta au port de Simonstown, Java, Singapour, Hong Kong, puis le Japon. Le 9 août 1853, il accosta dans le port de Nagasaki. Il se distingua lors du siège de Petropavlovsk (18 août 1854 au 7 septembre 1854) et fut élevé au rang de comte d'Empire. En 1855, avec trois navires et 463 hommes, Efim Poutiatine se rendit au Japon afin d'entamer des négociations. Le 20 janvier 1855, par le traité de Shimoda, le Japon accorda aux navires russes la permission d'accoster dans les ports de Hakodate, Nagasaki et Shimoda. L'Empire du Soleil levant reçut en compensation l'indivis des îles Sakhaline et trois des îles Kouriles.
En 1858, Efim Poutiatine se rendit en Chine, il assista aux négociations russo-chinoise qui aboutirent à la signature du traité d'Aïgoun le 16 mai 1858 par lequel la Russie obtint la rive gauche de l'Amour, et un droit de naviguer sur ce fleuve.
Arrivé à Nagasaki le 12 août 1853 à peine un mois après la première visite du commodore américain Matthew Perry (1794-1858), à bord de la frégate Pallada, Ievfimy  Poutiatine fit la démonstration d'une locomotive à vapeur. La même année, au Japon, eut lieu la première fabrication d'un moteur à vapeur sous la direction de l'inventeur Hisashige Tanaka. Deux hommes accompagnèrent Ievfimy Poutiatine dans cette expédition, Alexandre Mojaïski (1825-1890) et un secrétaire, l'écrivain Ivan Gontcharov (1812-1891). Ce dernier retraça le voyage de la frégate Pallada dans un ouvrage intitulé (La Frégate Pallas) fut publié en 1858. (Pallada est l'orthographe russe de Pallas).
Après la Guerre de Crimée, Ievfimy Poutiatine remplit les fonctions d'attaché naval à Londres. En février 1857, il fut nommé plénipotentiaire en Chine.
À la suite des émeutes estudiantines qui se déroulèrent de 1855-1861, le 26 juin 1861, Alexandre II de Russie le nomma ministre de l'Éducation nationale pour sa réputée fermeté. Mais dès 1861, les étudiants et les professeurs libéraux de l'Université de Saint-Pétersbourg furent offusqués par la manière autoritaire qu'il utilisait. Les réformes brutales proposées par le vice-amiral provoquèrent l'agitation dans les Universités. Il resta à ce poste jusqu'en décembre 1861, où il est remplacé par le très libéral Alexandre Vassilievitch Golovnine.

## Dans la littérature
- Le roman Tsunami de Nikolaï Zadornov publié en 1971, est consacré à l'expédition de Ievfimy Poutiatine au Japon en 1854-1855[2].
- Son nom est mentionné dans le récit de voyage de l'écrivain russe Ivan Gontcharov La Frégate Pallas publié en 1858.

### Sources
- « Frigate Pallada in Japan and the Friendship Treaty between Japan and Russia »(Archive.org • Wikiwix • Archive.is • Google • Que faire ?)
- William McOmie, The Frigate Askold and the Opening of the Russian Foreign Settlementy at Nagasaki
- Hélène Carrère-d'Encausse, Alexandre II : Le printemps de la Russie, Paris, Fayard, 2008.  (ISBN 2-213-63459-9)